# ۱۴۱۵ (میلادی)
۱۴۱۵ (میلادی) هزار و چهارصد  و پانزدهمین سال تقویم میلادی است.

## رویدادها
- وقوع نبرد آزینکورت

## درگذشتگان
- ۶ ژوئیه – یان هوس، نویسنده اهل جمهوری چک (ز. ۱۳۶۹)